# Diuron
Diuron (ISO-naam) is een herbicide met als IUPAC-naam 3-(3,4-dichloorfenyl)-1,1-dimethylureum. Het is een onkruidbestrijdingsmiddel met een lange nawerking dat vooral als een totaalherbicide wordt gebruikt. Merknamen van diuronbevattende bestrijdingsmiddelen zijn onder andere: Atex, Dimarol, Dironet, Dirutex, Diutrol, Ronex, Ustinex en Weedazol Super.
Het herbicide mag sinds 2020 niet meer in de EU gebruikt worden.

## Giftigheid
Het is een product dat als zeer giftig voor waterorganismen is ingedeeld. Het product werd, en wordt, regelmatig in oppervlakte- en grondwater aangetroffen in concentraties die ver boven de veilig geachte waarde liggen. De Europese Unie heeft diuron op de lijst van prioritaire stoffen voor het waterbeleid gezet (beschikking nr. 2455/2001/EG van het Europees Parlement en de Raad van 20 november 2001).
In Nederland moest het Waterwinningbedrijf Brabantse Biesbosch in mei 1993 de inname van Maaswater gedurende zeven weken staken, omwille van te hoge concentraties van diuron. In Nederland is het gebruik van diuron als onkruidbestrijder sedert 1 juni 1999 verboden.
Ook in Vlaanderen is diuron een van de bestrijdingsmiddelen die door de Vlaamse Milieumaatschappij regelmatig in verhoogde concentraties worden gemeten in het oppervlaktewater. In 2001 werden in ongeveer 40% van alle meetplaatsen gemiddelde waarden genoteerd die meer dan 10 maal de PNEC-waarde voor diuron van 50 ng/L bedroegen. De PNEC-waarde is de Predicted No Effect Concentration, de concentratie waarbij geen nadelige effecten worden verwacht. Ook in een kwart van de meetpunten van grondwater werd diuron teruggevonden.

### Afbouw van gebruik
In België werd het gebruik van diuron in 1999 beperkt: ten hoogste 6,4 kg werkzame stof per hectare; maximaal eenmaal per jaar toegepast en niet in omstandigheden waarin het zou kunnen afspoelen naar oppervlaktewater of riolen. In 2002 werden ook in België alle erkenningen voor diuronbevattende producten ingetrokken, op een klein aantal na met een gering gehalte aan diuron. De bestaande voorraden mochten nog tot 12 april 2004 gebruikt worden.
In 2007 beslist de Europese Commissie om diuron niet te erkennen in de Europese Unie. Lidstaten moesten eventuele erkenningen van producten op basis van diuron intrekken voor 13 december 2007. Bestaande voorraden mochten nog 1 jaar na deze datum gebruikt worden. De redenen voor de niet-erkenning van diuron zijn:
- de toedieners van de stof zouden, zelfs met beschermingsmiddelen, blootgesteld worden aan hoeveelheden van de stof die het aanvaardbaar niveau van blootstelling overschrijden
- het was niet mogelijk tot een conclusie te komen over het mogelijke risico van grondwaterverontreiniging wegens het gebrek aan gegevens over het degradatiepatroon van bepaalde metabolieten; en de al te optimistische aanname van de kennisgever (met name The European Diuron Taskforce, bestaande uit Bayer en Griffin - dat later vervangen werd door duPont), dat de toegepaste doses in de praktijk aanzienlijk lager zouden zijn
- op grond van de beschikbare gegevens was ook niet aangetoond dat de blootstelling voor vogels en zoogdieren aanvaardbaar is

Daarop diende de kennisgever een nieuwe aanvraag in. Om aan de bezwaren van de Europese Commissie tegemoet te komen werd de dosis van diuron die mag toegepast worden, aanzienlijk verkleind. De kennisgever verstrekte tevens bijkomende onderzoeksgegevens over het afbraakpatroon van de metabolieten en over het risico voor vogels en zoogdieren. Op basis van de nieuwe aanvraag oordeelde de Commissie dat de problemen die aan de basis lagen van de niet-opneming van diuron, opgelost waren. De stof werd dan ook opgenomen in de lijst van toegelaten gewasbeschermingsmiddelen per 1 oktober 2008, voor een periode van 10 jaar. De maximale dosering werd vastgesteld op 0,5 kg/ha. De geldigheidsduur van de werkzame stof diuron is verstreken op 30 september 2018 .